# Andamannattskärra
Andamannattskärra (Caprimulgus andamanicus) är en fågel i familjen nattskärror.

## Utseende och läte
Andamannattskärran är en medelstor (24–26 cm), generellt svartaktig nattskärra. Den är lik bredstjärtad nattskärra som den tidigare ansågs vara samma art som, men är tydligt mindre med proportionellt kortare stjärt. Vidare är manteln svartaktig snarare än rostbrun. Likaså är bukens mitt svartaktig, ej rostbeige, och dessutom tydligare bandad. Den vita fläcken på vingen är också mindre. Lätet skiljer sig tydligt, en snabb serie med rätt svaga och korta "tyuk" jämfört med bredstjärtade nattskärrans långsammare, högljudda och kortare serie med ekande "tyaunk".

## Utbredning och systematik
Fågeln återfinns på Andamanöarna i Bengaliska viken. Tidigare betraktades den som en underart till bredstjärtad nattskärra (C. macrurus). 

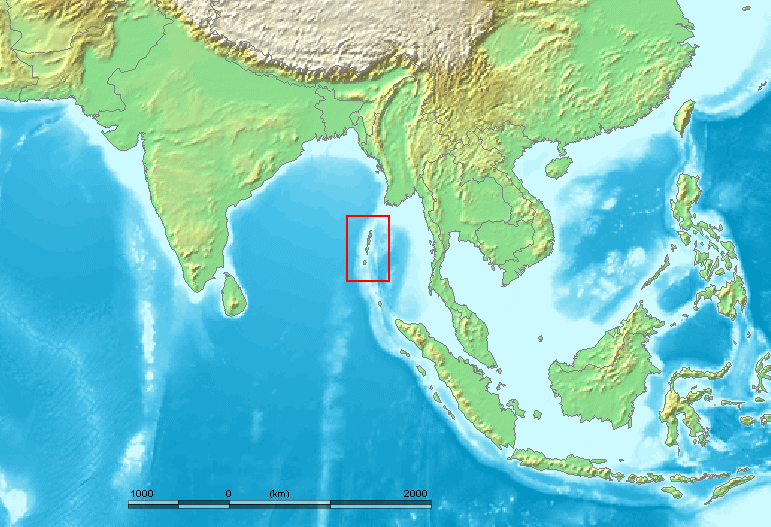
Fågeln är endemisk för Andamanöarna öster om Bengaliska viken.

## Status
Arten har ett stort utbredningsområde och beståndet anses vara stabilt. Internationella naturvårdsunionen IUCN listar den därför som livskraftig (LC).